# Сюн Гуанкай
Сюн Гуанкай (кит. упр. 熊光楷, пиньинь Xióng Guāngkǎi, род. 1939, Шанхай) — военный деятель КНР, генерал-полковник в отставке. На военной службе с 1956 года, член КПК с 1959 года. Сюн был заместителем начальника (1984-88 годы), а затем начальником (1988—1992 годы) Разведывательного управления Генерального штаба НОАК, помощником (1992—1996 годы), а затем заместителем начальника Генштаба (1996—2005 годы). В 1988 году ему присвоено звание генерал-майора, в 1994 году — генерал-лейтенанта, в 2000 году — генерал-полковника.
Сюн также служил в Центральной группе по проблема Тайваня. Избирался кандидатом в члены ЦК КПК 14-го, 15-го и 16-го созывов. В настоящее время является адъюнкт-профессором университета Цинхуа, Пекинского университета, возглавляет Китайский институт международных стратегических исследований — think tank ГРУ ГШ НОАК. Является одним из наиболее авторитетных в Китае специалистов в вопросах международной политики, один из разработчиков китайского варианта концепции «мягкой силы» — наращивания своей роли в мире через культурное влияние и создание СМИ на иностранных языках. Входит в состав редакционного совета российского журнала «Россия в глобальной политике».